# NGC 2430
NGC 2430 is een open sterrenhoop in het sterrenbeeld Achtersteven. Hij werd op 31 december 1785 ontdekt door de Duits-Britse astronoom William Herschel.